# ヨーロッパ大学協会
ヨーロッパ大学協会（ヨーロッパだいがくきょうかい、European University Association, EUA）は、ヨーロッパ46カ国の800以上の高等教育機関が参加する協力機関で、フォーラムの開催などを行い高等教育ならびに研究方針に関する情報交換を推進する。教育と研究に参画する大学に加え、学長 (rectors) その他の組織も加盟する。
2001年3月31日、サラマンカで調印された欧州大学協会 (CRE）(en) とEU学長会議連合 (en) の合併により創設。